# Comarca de la Mariña Occidental
La Mariña Occidental (A Mariña Occidental en gallego y oficialmente) es una de las 53 comarcas de Galicia, situada al norte de la Lugo (Galicia, España). Se encuentra localizada a orillas del Mar Cantábrico y al sur de la Sierra del Gistral. La costa de este tramo se caracteriza por sus acantilados, siendo parte de las denominadas Rias Altas.
Pertenecen a la misma los siguientes municipios: Cervo, Orol, Vicedo, Vivero y Jove. Esta comarca es una división político-administrativa de la región de La Mariña de Lugo. La ciudad de Vivero es la capital de la comarca.

## Contexto geográfico

### Ubicación
La Comarca de la Mariña Occidental se encuentra en el noroeste de la península ibérica. Está ubicado al oeste de la región de La Mariña de Lugo, en el Norte de la Comunidad Autónoma de Galicia. Limita al norte con el mar Cantábrico, al sur con la comarca de la Tierra Llana, al este con la comarca de La Mariña Central y al oeste la comarca de Ortegal. Abarca una superficie de 494 kilómetros cuadrados.
| Noroeste: Ortegal y el Mar Cantábrico | Norte: Mar Cantábrico | Noreste: Mar Cantábrico                   |
| Oeste: Ortegal                        |                       | Este: La Mariña Central                   |
| Suroeste: Ortegal                     | Sur: Tierra Llana     | Sureste: Tierra Llana y La Mariña Central |

### Hidrografía
Estos son los ríos que atraviesan la comarca:
- Río Sor. Pertenece a la vertente cantábrica, sirve de límite entre las provincias de La Coruña y Lugo pues fluye entre ellas, y tras 49 km desemboca en el mar Cantábrico, en la ría del Barquero. Discurre por los municipios de Mañón en la provincia de La Coruña y por Muras, Orol y Vicedo en la de Lugo.
- Río Landro. Nace en la Sierra del Gistral y tiene 42 km de recorrido, cruzando de norte a sur las localidades de Muras, Orol y Vivero. Desemboca en el mar Cantábrico, en la ría de Vivero.

### Clima

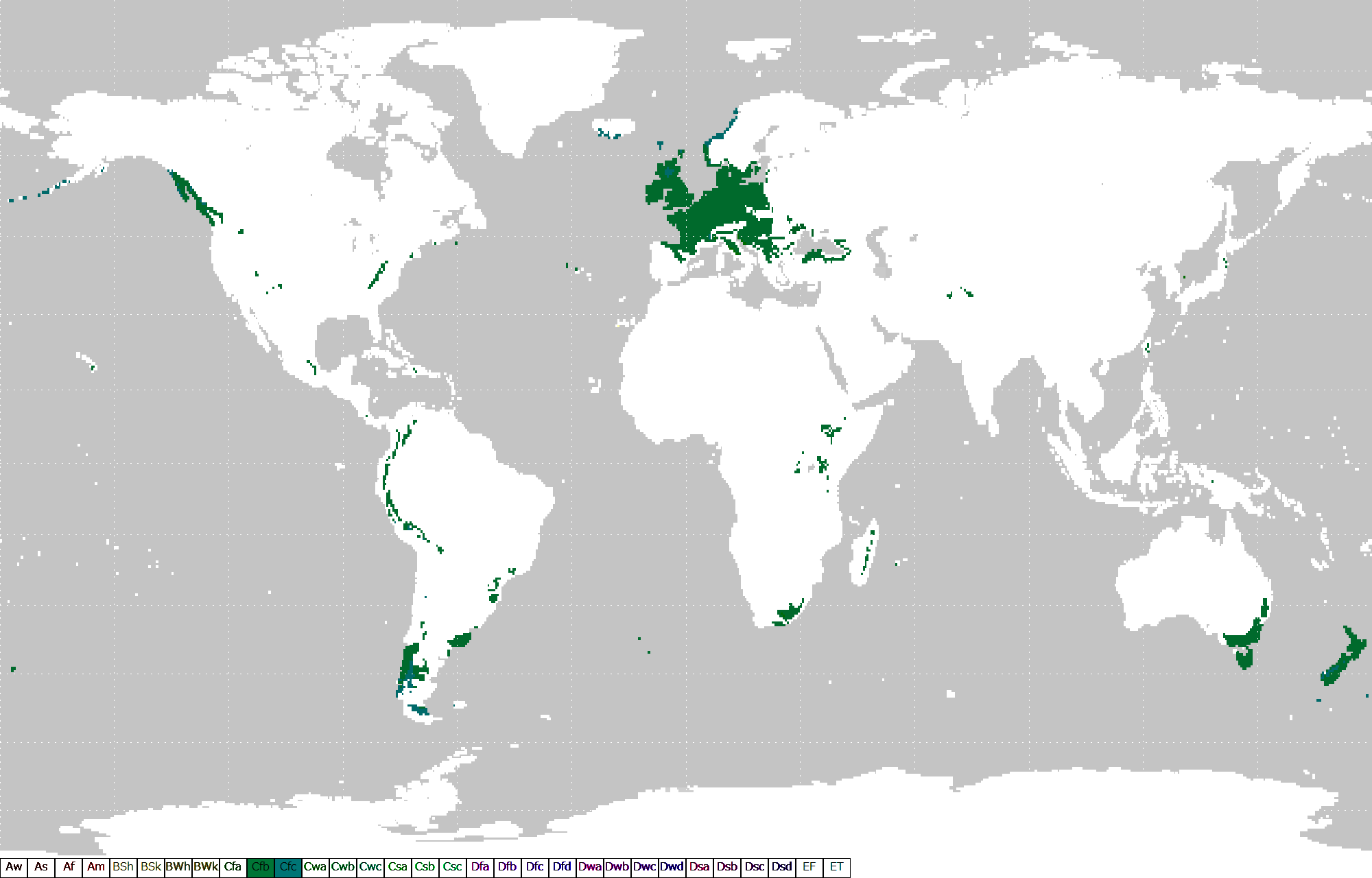
Mapamundi que muestra las zonas de clima oceánico, según la clasificación de Köppen.

El clima de la Mariña Occidental se caracteriza por la suavidad y la pluviosidad, como corresponde al clima oceánico. La temperatura media anual supera los 14°, mientras que la oscilación térmica es débil (10°), como resultado de un suave invierno y de temperaturas moderadas en verano.
En la comarca, existen dos estaciones meteorológicas para la toma de datos sobre el clima, la de Borreiros y la de Penedo do Galo, ambas situadas en el ayuntamiento de Vivero y controladas por MeteoGalicia.
MeteoGalicia registró en la estación meteorológica de Borreiros, en servicio desde 2009, los valores extremos mostrados en la siguiente tabla desde su inauguración:
| Variable                              | Máxima | Mínima | Media |
| ------------------------------------- | ------ | ------ | ----- |
| Humedad relativa máxima media (%)     | 95     | 91     | 93    |
| Humedad Relativa Media (%)            | 82     | 77     | 79    |
| Humedad relativa mínima media (%)     | 64     | 53     | 59    |
| Temperatura máxima del aire (°C)      | 31,6   | 25,1   | 27,4  |
| Temperatura media de las máximas (°C) | 24     | 19,3   | 24,7  |
| Temperatura media de las mínimas (°C) | 14,8   | 7,8    | 12,2  |
| Temperatura mínima del aire (°C)      | 10,7   | 2,8    | 7,5   |
| Lluvia mensual (mm)                   | 221,8  | 15,6   | 64,3  |

MeteoGalicia registró en la estación meteorológica de Penedo do Galo, en servicio desde 2005, los valores extremos mostrados en la siguiente tabla desde su inauguración:
| Variable                              | Máxima | Mínima | Media |
| ------------------------------------- | ------ | ------ | ----- |
| Humedad relativa máxima media (%)     | 97     | 88     | 93,4  |
| Humedad Relativa Media (%)            | 88     | 75     | 82,8  |
| Humedad relativa mínima media (%)     | 74     | 57     | 67,2  |
| Temperatura máxima del aire (°C)      | 28,5   | 12,6   | 20,4  |
| Temperatura media de las máximas (°C) | 19,5   | 6,2    | 13    |
| Temperatura media de las mínimas (°C) | 14,1   | 2,2    | 8     |
| Temperatura mínima del aire (°C)      | 9,7    | -2,3   | 3,9   |
| Lluvia mensual (mm)                   | 218,9  | 23,2   | 97,8  |

## Divisiones administrativas
La cabeza comarcal es la localidad de Vivero, con una población superior a los 16.000 habitantes, y con la comarca adosada unos 30.000 habitantes. Las parroquias están repartidas en la Diócesis de Mondoñedo-Ferrol. También se encuentra dentro del partido judicial n.º 6 de la provincia de Lugo, así como de la provincia marítima de Lugo.

### Municipios de La Mariña Occidental

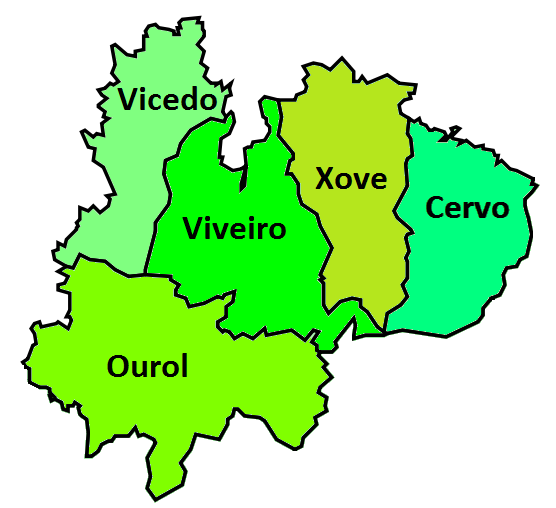
Municipios de la Mariña Occidental.

La comarca de La Mariña Occidental se compone de 5 municipios.
| Nombre del municipio | Superficie | Población |
| -------------------- | ---------- | --------- |
| Vivero               | 109,3      | 16.238    |
| Cervo                | 78,3       | 4.685     |
| Jove                 | 89,1       | 3.518     |
| Vicedo               | 75,9       | 2011      |
| Orol                 | 144        | 1.216     |

### Provincia marítima de Lugo

Contraseña de la provincia marítima de Lugo.

La Mariña Occidental se encuentra dentro del marco de la Provincia Marítima de Lugo. Esta es una de las treinta provincias marítimas en que se divide el litoral de España. Comprende desde el meridiano de la Ría de Ribadeo hasta el meridiano de la Estaca de Bares.
La capitanía de esta provincia marítima está situada en Burela, en la comarca de La Mariña Central. Dentro de esta provincia marítima, La Mariña Occidental está situada en los distritos marítimos de Burela (LU-2) y de Vivero (LU-3).

### Partido judicial de Vivero
Los cinco municipios de La Mariña de Lugo están en la jurisdicción del partido judicial de Vivero. Este es uno de los 45 partidos judiciales en los que se divide la Comunidad Autónoma de Galicia, siendo el partido judicial n.º 6 de la provincia de Lugo.
La cabeza de partido y por tanto sede de las instituciones judiciales es la también capital mariñana, Vivero. La dirección del partido se sitúa en la Calle Alonso Pérez de la localidad. Vivero cuenta con dos Juzgados de Primera Instancia e Instrucción.

## Comunicaciones

### Transporte por carretera
Una nutrida red de carreteras tienen como punto de partida La Mariña Occidental, o simplemente pasan por la comarca. Entre ellas cabe destacar:
| Titularidad de la vía | Denominación          | Identificador | Itinerario                                    |
| --------------------- | --------------------- | ------------- | --------------------------------------------- |
| Junta de Galicia      | Carretera de la costa | LU-862        | AC-862 - Vicedo - Vivero - Jove - Cervo N-642 |
| Junta de Galicia      | Vivero - Cabreiros    | LU-540        | Vivero - Orol - AG-64                         |

También está planificada la construcción y entrada en servicio de las siguientes carreteras:
| Titularidad de la vía | Denominación          | Identificador | Itinerario                             |
| --------------------- | --------------------- | ------------- | -------------------------------------- |
| Gobierno de España    | Autovía A-82          | A-82          | CG-2.3 - San Ciprián - Barreiros - A-8 |
| Junta de Galicia      | VAC de la Costa Norte | CG-2.3        | AP-9 - Ortigueira - Vivero - A-82      |

### Transporte ferroviario

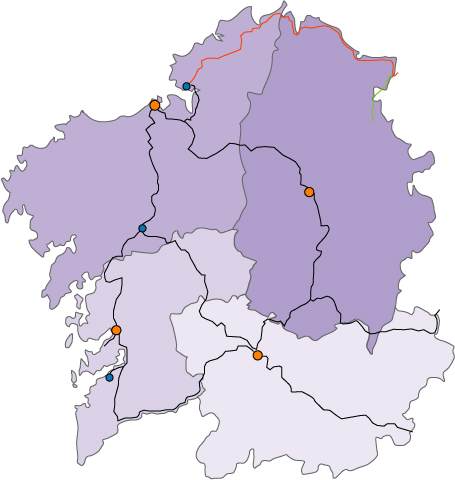
Mapa de Galicia con las vías ferroviarias existentes en la comunidad. En rojo se puede observar la línea ferroviaria de FEVE.

La Mariña Occidental está unida por ferrocarril por la empresa FEVE. Por la comarca atraviesa una línea ferroviaria de vía estrecha no electrificada, que discurre desde Ferrol hasta Gijón. Por esta línea pasan dos servicios regionales:
- R1: Ferrol - Oviedo
- R1a: Ferrol - Ribadeo

A lo largo del recorrido que hace por la comarca, se encuentran dispuestas una serie de apeaderos y estaciones de tren, que son los siguientes:
| Nombre de la parada | Tipo de parada          | Punto kilométrico | Localidad |
| ------------------- | ----------------------- | ----------------- | --------- |
| Vicedo              | Apeadero                | 72,6              | Vicedo    |
| Mosende             | Apeadero                | 78,0              | Vicedo    |
| Folgueiro           | Apeadero                | 79,5              | Vicedo    |
| Covas               | Apeadero                | 83,5              | Vivero    |
| Vivero              | Estación de ferrocarril | 85,9              | Vivero    |
| Vivero-Pueblo       | Apeadero                | 87,0              | Vivero    |
| Xuances             | Apeadero                | 93,7              | Jove      |
| Jove-Pueblo         | Apeadero                | 97,7              | Jove      |
| Jove                | Estación de ferrocarril | 99,0              | Jove      |
| Lago                | Apeadero                | 100,4             | Jove      |
| Bidueiros           | Apeadero                | 102,1             | Jove      |
| San Ciprián         | Apeadero                | 104,5             | Cervo     |
| Madeiro             | Apeadero                | 107,1             | Cervo     |
Asimismo, la localidad de Vivero es también es una de las paradas que visita el tren turístico de lujo, el Transcantábrico.

### Transporte aéreo

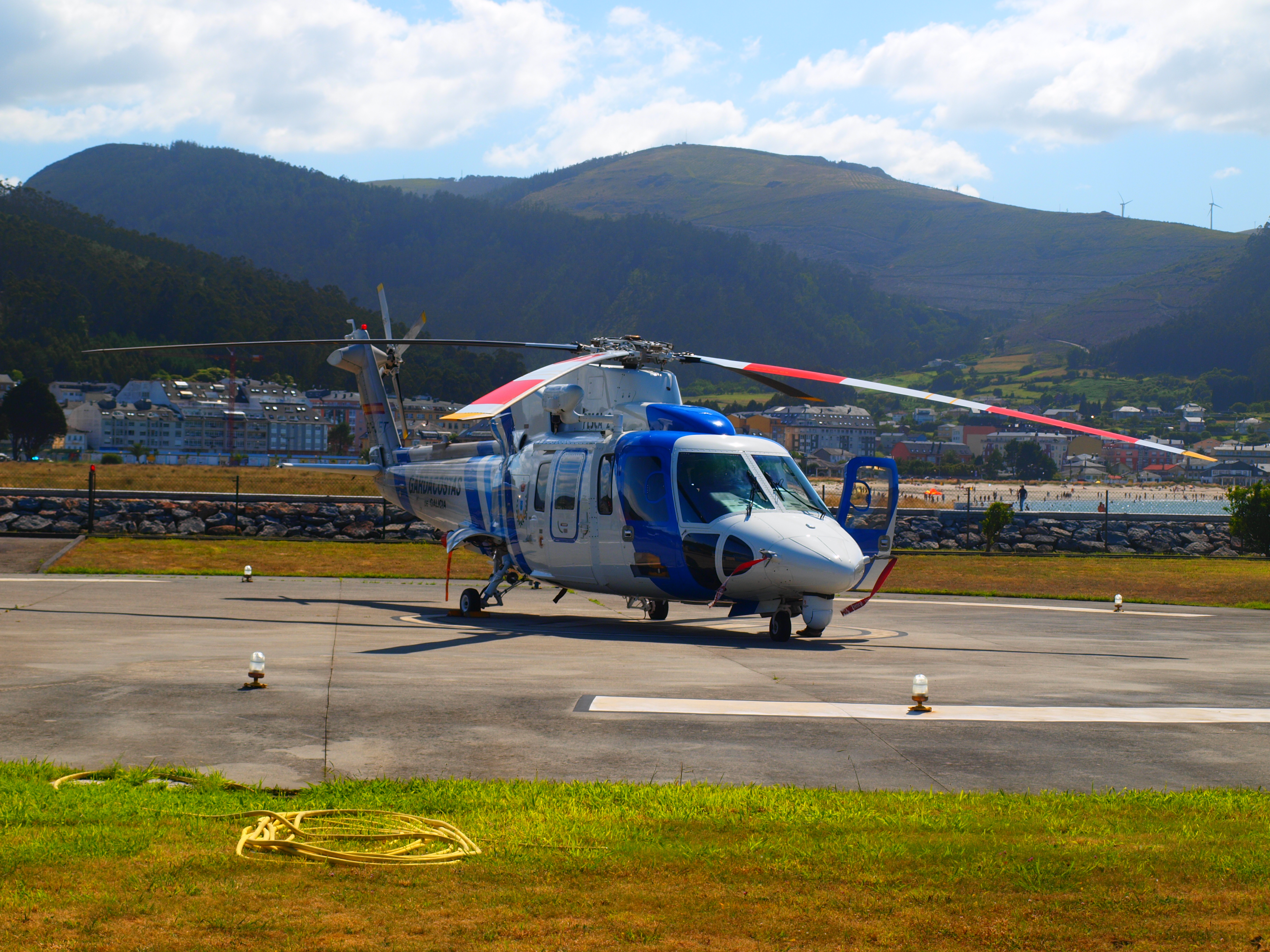
Sikorsky S-76C+ del Servicio de Guardacostas de Galicia en el Helipuerto Costa Norte.

En la localidad de Vivero, se encuentra el Helipuerto Costa Norte (Código OACI: LEPV). Este helipuerto fue construido a finales de los años 80, y en 1998 fue modernizado y ampliado a una superficie de 4.000 metros cuadrados.
Este helipuerto es la base del helicóptero apodado "Pesca 2", uno de los helicópteros del Servicio de Guardacostas de Galicia, dependiente de la Junta de Galicia.

### Transporte marítimo

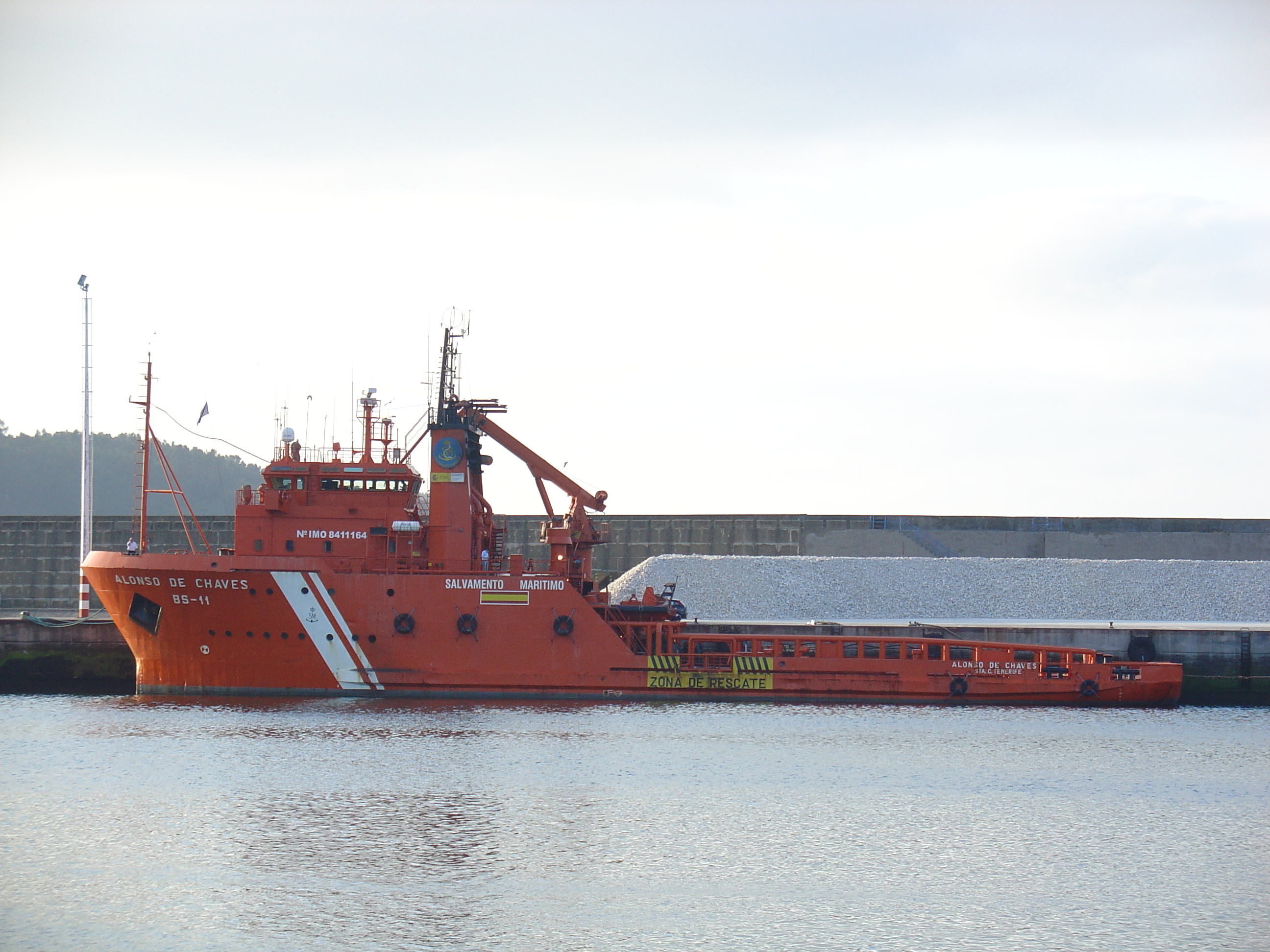
Remolcador de Salvamento Marítimo en el Puerto de Cillero.

Al ser la Mariña Occidental una comarca costera, en ella se encuentran situadas diversas infraestructuras portuarias:
| Nombre del puerto          | Situación    | Titularidad del puerto | Uso                                                      |
| -------------------------- | ------------ | ---------------------- | -------------------------------------------------------- |
| Puerto de Vicedo           | Vicedo       | Portos de Galicia      | Puerto pesquero                                          |
| Puerto de Cillero          | Vivero       | Portos de Galicia      | Puerto pesquero y comercial                              |
| Puerto deportivo de Vivero | Vivero       | Portos de Galicia      | Puerto recreativo                                        |
| Puerto de Portocelo        | Jove         | Portos de Galicia      | Puerto recreativo                                        |
| Puerto de Morás            | Jove         | Portos de Galicia      | Puerto recreativo                                        |
| Puerto de San Ciprián      | Jove / Cervo | Puertos del Estado     | Puerto comercial (uso exclusivo de la factoría de Alcoa) |
| Puerto de San Cibrao       | Cervo        | Portos de Galicia      | Puerto pesquero y recreativo                             |